# 15969 Charlesgreen
15969 Charlesgreen è un asteroide della fascia principale. Scoperto nel 1998, presenta un'orbita caratterizzata da un semiasse maggiore pari a 3,1607043 UA e da un'eccentricità di 0,0683755, inclinata di 8,61868° rispetto all'eclittica.